# Smiljansko Polje
Smiljansko Polje is een plaats in de gemeente Gospić in de Kroatische provincie Lika-Senj. De plaats telt 178 inwoners (2001).